# Barruelo de Santullán
Barruelo de Santullán es un municipio, una localidad y también una pedanía española de la provincia de Palencia, en la comunidad autónoma de Castilla y León. Perteneciente a la comarca de la Montaña Palentina, se encuentra en las estribaciones sur de la sierra de Híjar. Es una de las localidades del Camino de Santiago del Norte: Ruta del Besaya.

## Geografía
Su término municipal comprende las pedanías de:
- Bustillo de Santullán: Destaca su templo románico dedicado a San Bartolomé, así como por ser la cuna del escultor Nicolás Diez Vielba.
- Cillamayor: La localidad dista 4,8 km de Barruelo, cabecera municipal, a 960 metros. Destaca su hermoso templo románico de Santa María la Real del siglo XII.
- Matabuena: La localidad dista 5,5 km de Barruelo, cabecera municipal, a 1060 metros.
- Nava de Santullán: La localidad dista 5 km de Barruelo, cabecera municipal, a 1050 metros. Su monumento más destacado es el templo románico bajo la advocación de San Juan Evangelista.
- Porquera de Santullán: La localidad dista 1,4 km de Barruelo, cabecera municipal, a 990 metros.
- Revilla de Santullán: La localidad dista 1,5 km de Barruelo, cabecera municipal, a 1000 metros. Destaca su templo románico bajo la advocación de los santos Cornelio y Cipriano.
- Santa María de Nava: La localidad dista 4,5 km de Barruelo, cabecera municipal, a 1040 metros.
- Verbios: La localidad dista 8 km de Barruelo, cabecera municipal, a 1050 metros. Destaca su iglesia románica de San Pedro.
- Villabellaco: La localidad dista 2,5 km de Barruelo, cabecera municipal, a 1120 metros. La fiesta patronal es el 16 de agosto, cuyo patrón es San Roque. Destaca la iglesia románica del siglo XII de la localidad, bajo la advocación de San Pedro Apóstol.
- Villanueva de la Torre: La localidad dista 9 km de Barruelo, cabecera municipal, a 1010 metros. Imponente iglesia románica de Santa Marina, y torre medieval rodeada de foso.

## Historia

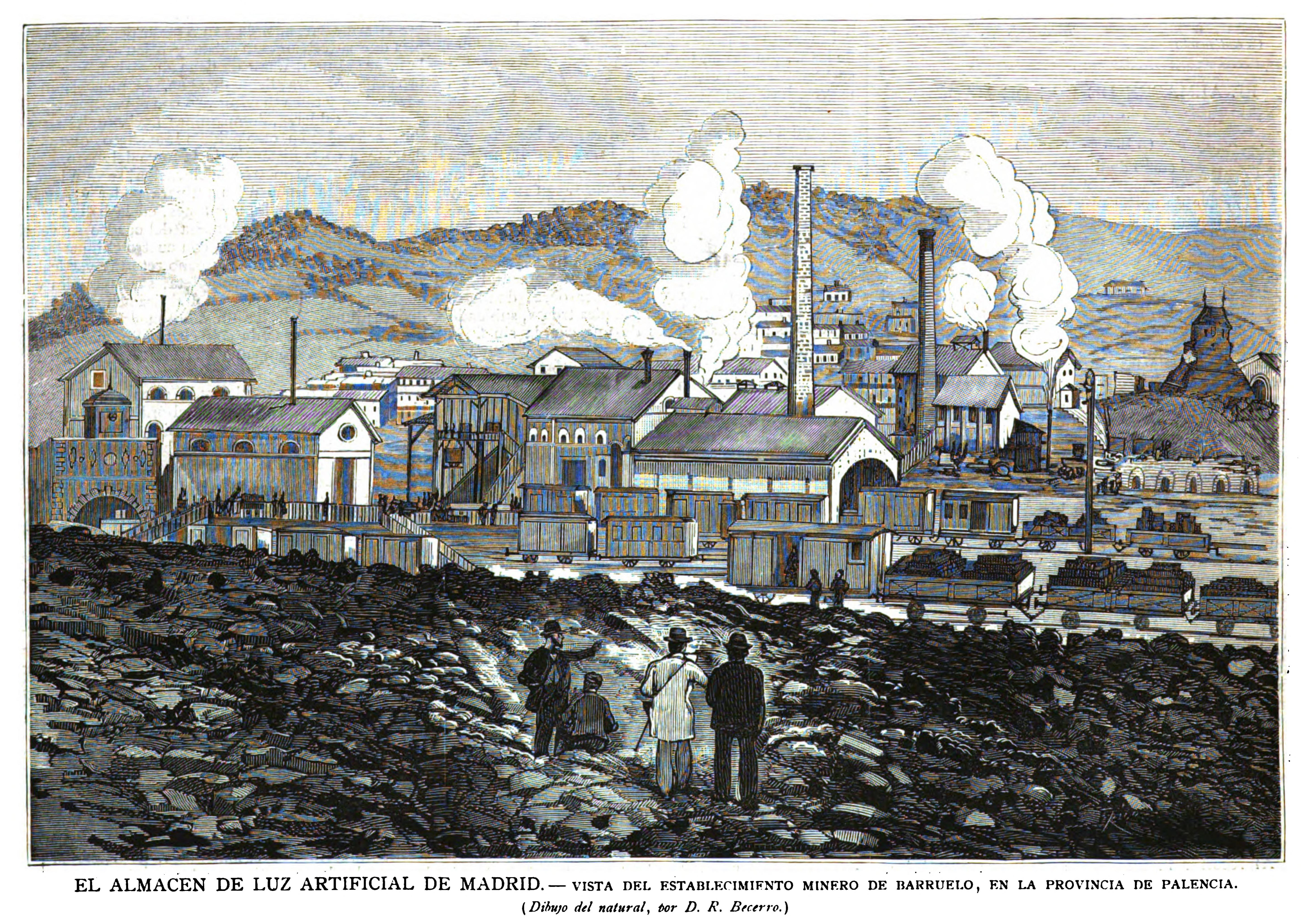
Vista del establecimiento minero de Barruelo en la segunda mitad del (La Ilustración Española y Americana, 1880)

Su historia está muy ligada a la Compañía de los Caminos de Hierro del Norte de España, filial creada en 1858 por el Crédito Mobiliario Español. Esta inició la explotación de los yacimientos de Barruelo y Orbó en los años sesenta, firmando el Crédito Mobiliario un compromiso de exclusividad con la empresa ferroviaria, la cual adquiriría finalmente la explotación entre 1874 y 1877. Esto supuso que la producción minera de Barruelo se dedicó finalmente a un único uso, el de los ferrocarriles, abandonando otras posibles industrias (gas). La cercanía a la línea que unía Burgos con Irún y la calidad del carbón (hulla semigrasa) convirtió la localidad en un importante centro de la cuenca minera palentina. La necesidad de atraer obreros, llevó a la empresa, bajo la dirección del ingeniero francés Félix Parent, a crear múltiples infraestructuras sociales y mejorar las condiciones dentro de lo que se denomina paternalismo industrial.

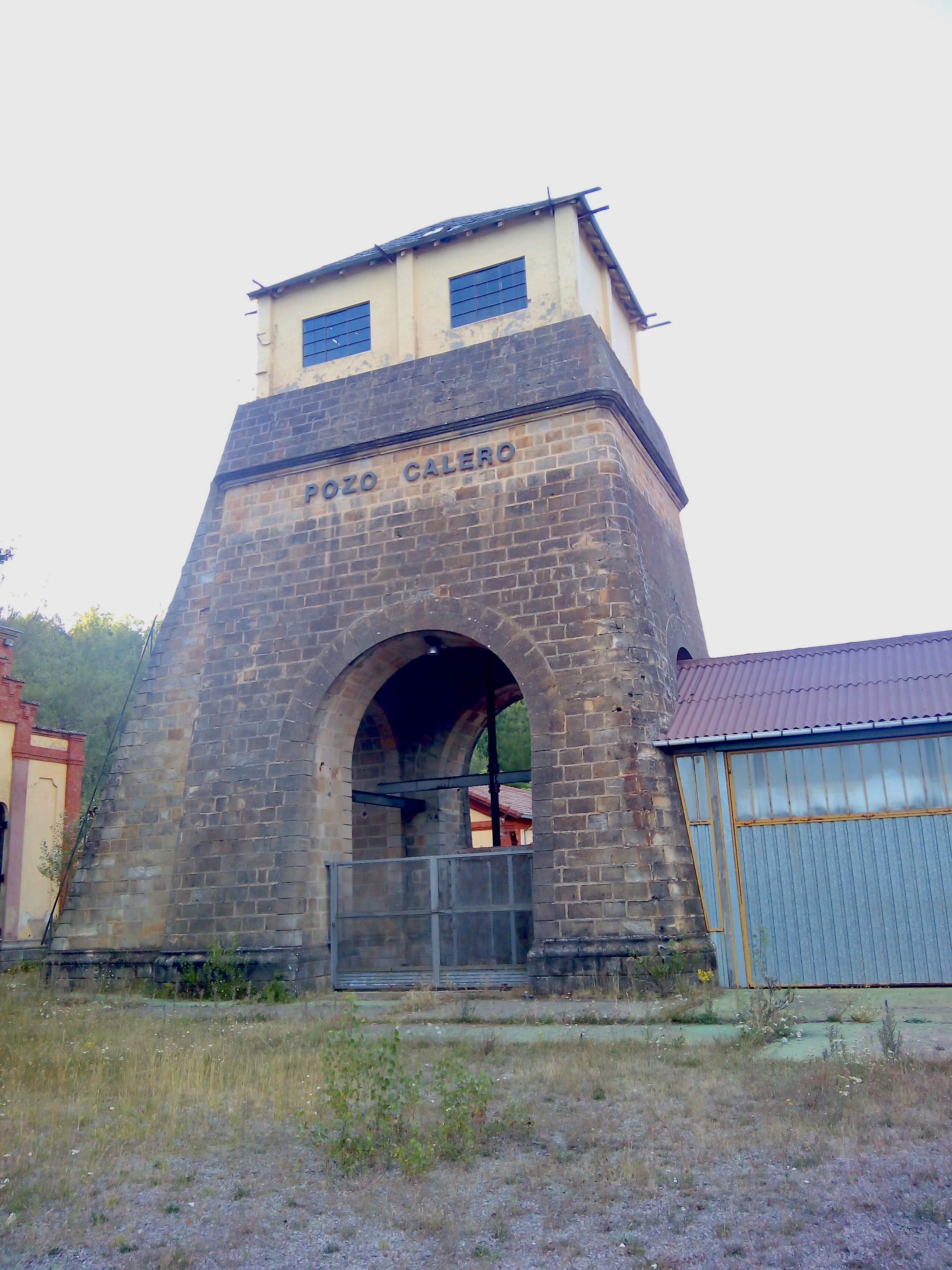
El pozo Calero, el más emblemático de la cuenca minera palentina, localizado a las afueras de Barruelo

Aunque la primera Guerra Mundial, fue un periodo óptimo para la minería española, Barruelo no disfrutó de este empuje (por su vinculación al transporte ferroviario que, sin embargo, se vio afectado negativamente al reducirse la provisión de vagones, ni sufrió tanto como otras cuencas mineras cuando esta situación favorable acabó. Sin embargo, la crisis global del sector provocada por el final de la guerra decidió a la empresa ferroviaria a crear en 1922 la Sociedad de Minas de Barruelo. Con esta creación los empleados en las minas de Barruelo dejaban de estar vinculados a la empresa ferroviaria, perdiendo en 1927 los beneficios obtenidos por las dos organizaciones sindicales: la minera y la ferroviaria. A principios de 1934, la empresa se ve obligada a una reducción de personal y opta también por una mayor reducción de derechos de los trabajadores. Esto, unido a los duros inviernos de 1933 y 1934, provoca los actos violentos (asesinato de un teniente y del hermano Bernardo y quema de edificios como la iglesia y el ayuntamiento) del 6 de octubre de 1934 y la represión subsiguiente (que incluye el asesinato del alcalde, Adrián Fernández Gutiérrez, y torturas a múltiples ciudadanos con objeto de conseguir confesiones). No se había normalizado la cuenca minera, cuando estalla la guerra civil en 1936. Tras unos enfrentamientos, quedó en manos de los sublevados, que continuaron con la explotación minera.
En 1941 se nacionaliza la explotación de las minas y las líneas ferroviarias, creándose RENFE, que en 1950 se aseguró la exclusividad de la producción, llegando a dar trabajo a 1700 trabajadores. La desaparición en 1965 del tren de vapor, con la electrificación por parte de RENFE de la mayoría de sus líneas principales, provocó el precoz declive de este pueblo minero en comparación con otras cuencas con mercados más amplios. Aunque se intentó mantener la actividad minera con inversiones en el emblemático pozo Calero, finalmente en diciembre de 1971, se procedió al cierre definitivo.
Aquel mineral que fue la razón de ser de este pueblo palentino también tuvo su parte negativa. Decenas de personas murieron a consecuencia del gas grisú y cientos sufrieron la enfermedad durante el resto de sus vidas.
Hay un documental que recoge el apogeo y ocaso de este pueblo.

## Demografía
Cuenta con una población de 1160 habitantes (INE 2024).
| Gráfica de evolución demográfica de Barruelo de Santullán entre 1842 y 2021 |
| |
| Población de derecho según los censos de población del INE Población de hecho según los censos de población del INEEn este censo se denominaba Barruelo: 1842 Entre el censo de 1877 y el anterior, aparece este municipio porque cambia de nombre y desaparece el municipio 34509 (Santa María de Nava) Entre el censo de 1857 y el anterior, este municipio desaparece porque se integra en el municipio 34509 (Santa María de Nava) |

## Servicios

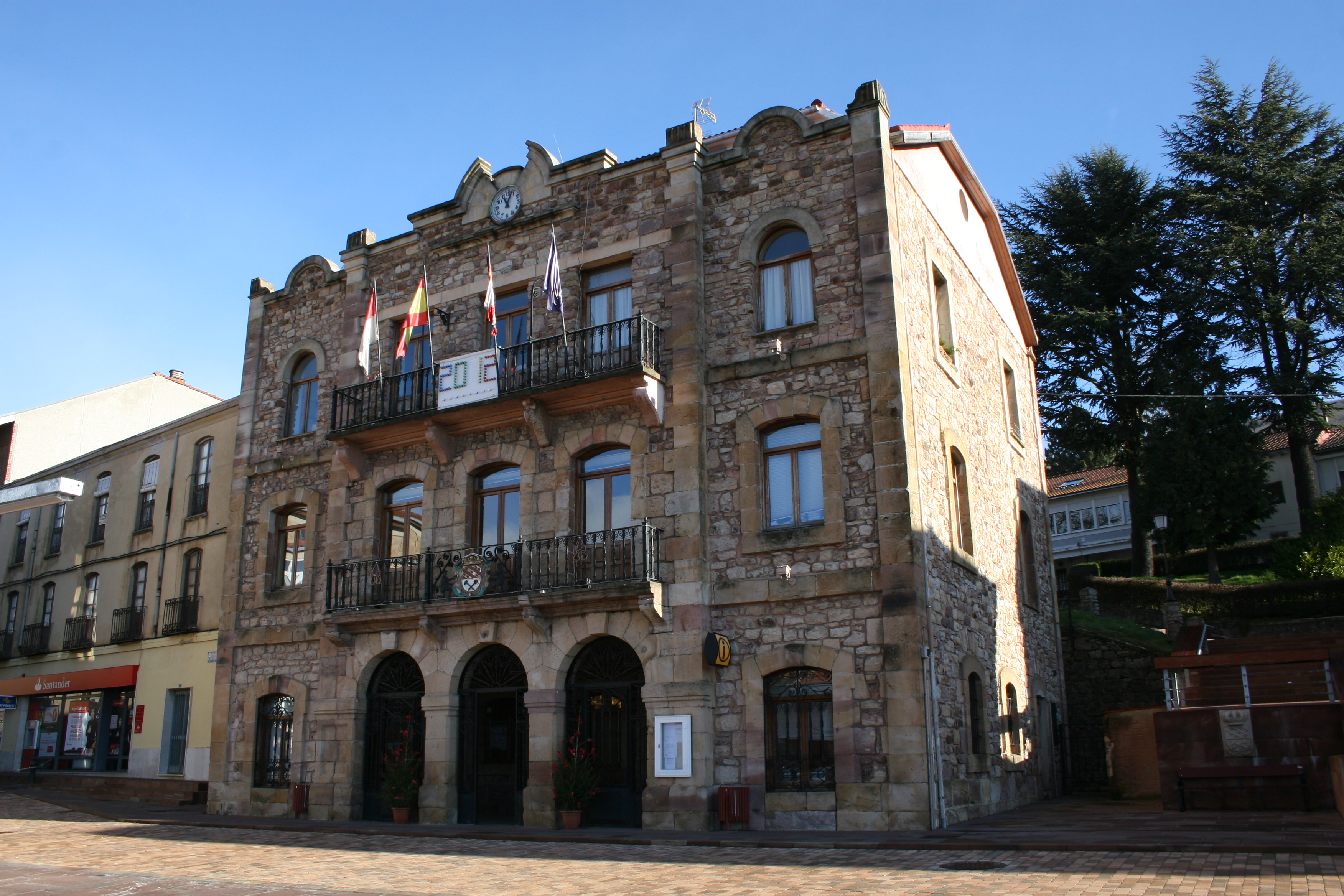
Casa consistorial

- Consultorio de Atención Primaria y Punto de Atención Intermitente.
- Residencia de la tercera edad
- Farmacia
- Agrupación de Juzgados de Paz
- Biblioteca
- Ludoteca
- Polideportivo
- Telecentro
- Centro de acción social
- Punto de información juvenil
- Piscinas
- Centro de interpretación de la Minería
- Estación de servicio
- Asamblea de Cruz Roja Española
- Carnicerías
- Estanco
- Colegio de primaria
- Panaderías
- Centro de día de mayores (envejecimiento activo), en el antiguo Hospital de Minas